# Sekst Empirik
Sekst Empirik(starogrško Σέξτος Ἐμπειρικός), antični grški zdravnik in filozof, * ok. 160 n. št., † 210, Aleksandrija ali Rim.
Njegova filozofska dela so najboljši oris rimskega in grškega skepticizma.

## Življenje
V antičnih virih ni informacij o njegovem življenju. Njegovo delovanje je umeščeno nekam med leta od 180 do 220.  Prebival naj bi v Aleksandriji, Rimu ali Atenah. Empirik v njegovem imenu predstavlja njegovo obiskovanje medicinske empirične šole, ne glede na to, da Sekst sam trdi, da mu je med medicinskimi tokovi najbližja skepticizmu metodika.
Kljub redkosti virov o njegovem življenju, so njegova dela dobro ohranjena. V njih Sekst razloži skepticizem in predhodne tokove skepticizma, na katere se je naslanjal.

## Ideje
Naloge, ki si jih je Sekst zadal, še zlasti v delu Predpostavke pironizma so:
1. definirati pravi programski manifest gibanja svojih misli, z namenom:
  - razjasnitve teoretičnih in praktičnih opornih točk, ki vodijo razmišljanje in ukrepanje;
  - poudarjanja izvirnosti neo-skepticizma in preprečitve kakršnihkoli zamenjav z drugimi tokovi, ki so po neustreznem pripisani skepticizmu (npr. Demokritov atomizem, Platonov idealizem, Karneadov akademični skepticizem);
2. braniti naslov skeptičnega pironizma pred obtožbami in nesporazumi.

### Sekstovo preoblikovanje skepticizma
Sekst, da bi razložil umestitev skepticizma v filozofsko panoramo, deli vse tokove tega obdobja v:
- pozitivni dogmatizem (stoicizem, Sokrat), v katerem je navedena dejanska narava stvari;

- negativni dogmatizem (Platonova Akademija druge generacije, zlasti Karnead in Klitomah), ki dogmatično zavrača dejanskost stvari;

- pironov skepticizem (Piron, Enesidem, Timon).

Sekst opredeljuje bistvo skepticizma kot zmožnost nasprotovanja katerikoli že zasnovani ali pa le zamišljeni stvari, s čimer se zaradi prisotnosti enakosti dejstev in nasprotnih argumentov takoj po ravnodušnosti odrečemo sodbi. Opredelitev skepticizma Sekst v Pironovih postavkah poda tako:
»Skepticizem razloži svojo vrednost, ko v vseh pogledih postavi v nasprotje pojave in umske zaznave; tako pridemo ob enaki teži v nasprotje postavljenih dejstev in do razlogov za odpravo sodbe, torej do nevznemirljivosti.« (Empirik, str. 8.)
To tudi natančneje določi kot:
»Besedi "pojavi" dajemo zdaj pomen "danosti čutov" in jim zato postavljamo v nasprotje "umske zaznave".« (Empirik, str. 9.)
Skrajna raziskava in preiskava pojavov tako vodi filozofa do negotovosti, katera resnica je objektivna. Tako se ne more identificirati z določeno vizijo sveta, saj so si misli in pojavi enakovredni. Besedna zveza »na kakršenkoli način« izhaja ravno iz možnosti nasprotovanja misli z mislijo, pojavu s pojavom, ali misli s pojavom oziroma obratno. Skeptik dojema pojave tako, kakor so predstavljeni in se izogne obtožbam neaktivnosti, zavedujoč, da pojavi niso rezultat le lastnega subjektivnega pogleda, ampak tudi potencialnih dejavnikov, npr. tradicije zakonov in običajev.
Sekst izrecno izenači pojave in čutno danost. Preprosta umska zaznava ali noúmeon (νοούμενoν) je obravnavana kot pojavna. Sekst enih pojavov ziroma umskih zaznav ne postavlja nasproti drugim pojavom pravzaprav drugim umskim zaznavam in obratno, pojavov ne obravnava po meri umskih zaznav ali noúmeonov. To dela v želji, da bi pokazal, da so oboji enako (ne)verodostojni, se pravi z namenom, da bi prišel do »odprave sodbe«. V Predpostavkah pironizma je zapisal tudi, da je »glavno načelo skepticizma predvsem postavljanje vsakemu razlogu razlog enake vrednosti v nasprotje.«. S tem se namreč ne postavi nikakeršne dogme oziroma gotove trditve. Trdi, da je skeptik upravičen pritrditi nekaterim stvarem, namreč občutenjem, povezanim s čutnimi predstavami; to je namreč povsem izkustvena pritrditev in kot takšna ni dogmatična. Sekst pripisuje pojavom novo vrednost samo na račun strogosti in doslednosti skeptičnega diskurza. Da bi novo vrednost naravnal, se je bil prisiljen zateči k vrsti predpostavk, ki jih je izpeljal iz »dogmatične« miselnosti, ki jo je ravno hotel postaviti pod vprašaj. Pravi:
»Pojavi zagotavljajo samo dejstvo, da se kažejo, in poleg tega nimajo moči pokazati, da zares obstajajo.«
Razlikovanje med pojavom in obstoječim predmetom nima pomena, če ne predpostavimo dogmatičnega razlikovanja med pojavljanjem in bivanjem in če ne damo točno določenega pomena pojmu predmeta, obstoječega onkraj pojava. Sekst poudari, da je predstava učinek predstavljenega predmeta in da je ta vzrok predstave in je sposoben narediti vtis na zaznavno zmožnost, medtem ko je učinek drugačen od vzroka, ki ga je povzročil. Zaradi tega um ob stiku s predstavami, sprejme učinke predstavljenih predmetov, ne pa teh zunanjih. S tem pokaže, da je eno »predstavljeni predmet« in drugo »predmet, kakor je v resnici«.
Nova raven, na katero se je postavil Sekst pri fomulaciji novega skepticizma, prinaša nov pomen pojava, namreč v smislu občutenja nekega subjekta v nasprotju z zunanjim predmetom ali v nasprotju s predmetom, ki obstaja zunaj subjekta. Vseh obrazcev in kanoničnih načel skepticizma Sekst ne predlaga kot »resničnih v absolutnem smislu«, ampak samo kot izraz tega, kar skeptik občuti. 

### Življenje brez dogem ali filozofije po Sekstu
Z zlitjem postavk skepticizma in postavkami empirizma Sekst zgradi etiko splošnega občutja, čisto osnovno in namerno preprosto. Življenje v skladu s splošno izkušnjo in po navadi, je po Sekstu možno le, če se uskladimo s štirimi osnovnimi pravili:
- slediti napotilom narave, ki nam po čutih in razumu pravi, kaj je koristno;
- slediti vzgibom naših občutenj (jemo, ko občutimo lakoto, ali pijemo, ko smo žejni);
- spoštovati zakone in navade lastne dežele in s tem iz praktičnih razlogov sprejeti z njimi povezana vrednotenja, da je pobožnost dobro, brezbožnost pa zlo;
- ne ostati nedejaven, ampak opravljati nek poklic.

To prevrednotenje navadnega življenja prinaša s seboj opustitev ideala absolutne brebrižnosti in brezčutnosti: empirični skeptik ne uči apatije, ampak metriopatijo, krotenje občutenj, ki jih nujno zaznamo. Tudi skeptik trpi od lakote, mraza in drugih občutenj, vendar jih ni pripravljen soditi kot objektivno zlo, zlo po naravi, in zato precej omeji vznemirjenje, ki prihaja do takšnih občutenj. Dosego nevznemerljivosti ali atarksije Sekst predstavi skoraj kot naključno posledico skeptikove odpovedi temu, da bi sodil o renici, ali kot naključno nepričakovano posledica odprave sodbe. Sekst je zapisal, da se je skeptiku zgodilo nekaj podobnega kot slikarju Apelu:
»Pravijo, da je naslikanemu konju hotel dorisati slino iz ust. Zaradi neuspelih poskusov se je v obupu in jezi vdal in v sliko zalučal gobico, v katero je brisal čopič. Pravijo tudi, da je gobica ob stiku s platnom upodobila slino, ki si jo je slikar tako močno želel. Tudi skeptiki so torej, z ločitvijo anomalije od fenomenoloških in miselnih dogodkov, dosegli ravnodušnost. Ker tega niso bili sposobni, so se odrekli sodbi. Posledično so po naključju dosegli prav želeno ravnodušnost.«

## Dela
Tri znana dela, ki jih pripisujejo Sekstu Empiriku, so Predpostavke pironizma (Pyrrhōneioi hypotypōseis) in dve deli z enakim naslovom, Proti matematikom (Adversus Mathematicos).
Prvih šest knjig Proti matematikom (Adversus Mathematicos) poznamo pod naslovom Proti profesorjem. Vsaka od teh ima tudi svoj naslov (oštevilčenje; prevod naslova; izvirni naslov):
- I; Proti gramatikom; Pros grammatikous
- II; Proti retorikom; Pros rhetorikous
- III; Proti geometrijskim matematikom; /
- IV; Proti aritmetičnim matematikom; Pros arithmetikous
- V; Proti astrologom; Pros astrologous
- VI; Proti glasbenikom; Pros mousikous

Teh šest knjig predstavlja kritiko zoper umetnosti. Sekst v njih predvsem spodbija celoten doktrinarni aparat, ki jih sestavlja, in etiološko miselnost, ki je v njihovi osnovi. Zdravo pojmovana umetnost bi morala pomagati pri življenju ali težiti h koristnemu. Osnove umetnosti ne sestavljajo abstraktni premisleki, ampak izkušnja in sistematočno opazovanje pojavov. Zatorej od tradicionalnih umetnosti Sekst reši samo tisto, kar ustreza opredeljenemu cilju in kar je mogoče upravičiti z empirično metodo.
Skupni naslov naslednjim petim knjigam (Proti matematikom VII-XI) je Proti dogmatiki (Pros dogmatikous). Domnevno naj bi bil naslov teh del prvotno Skeptične razprave:
- VII-VIII; Proti logikom; Pros logikous
- IX-X; Proti fizikom; Pros Physikous
- XI; Proti etikom; Pros Ethikous

Teh pet del predstavlja ovržbo filozofov. Ta je precej strožja in zavzeta. Sledi točno določenemu redu, ki izhaja iz same dogmatične miselnosti. To je neizogibno, kajti skeptiška ovržba ni nič drugega kot boj na nož zoper takšno miselnost, zoper to kar je povzročila in način, kako je nastala. »Pravzaprav hoče Sekst navesti vrsto nasprotnih razlogov od tistih, ki jih navajajo dogmatiki, o vseh bistvenih problemih filozofije, a ne z namenom, da bi dokazal nedvomno zmoto dogmatikov (kajti to ne bi bilo nič drugega kot na glavo obrnjen dogmatizem, ki bi z nasprotnim predznakom spet uveljavljal prepričanje, ki ga imajo dogmatiki, namreč, da so v resnici), ampak da bi se pokazala "enaka teža premislekov", ki se, kar zadeva različna vprašanja filozofije, medsebojno izklučujejo, se pravi zato, da ne bi prišli do negativnih sodb, ampak k odpravi sodb. Razumljivo je potemtakem, da se je Sekst najbolj potrudil ravno pri "ovržbi dogmatikov".«
Razen Proti matematikom in Predopstavke pironizma noben od naslovov ni uporabljen v dejanskih rokopisih.